# Базардюзю
Базардюзю́ (азерб. Bazardüzü, лезг. КичӀен сув) — вершина Водораздельного хребта Большого Кавказа на границе Азербайджана и России (Дагестан). Высота вершины составляет 4466 метров.
Базардюзю широко известна как самая южная точка России, но на самом деле она находится почти на 4 километра севернее этой точки, на расстоянии 7,3 км. В свою очередь, горы Рагдан и Несен находятся южнее Базардюзю и ближе к самой южной точке границы России, на расстояниях 2,2 и 3,7 км соответственно. Базардюзю является высочайшей вершиной Азербайджана и Дагестана. Сложена глинистыми сланцами и порфиритами. С вершины Базардюзю в начале XX века спускались восемь небольших ледников, наибольший из которых имел до 1 километра в длину и носил название Тихицар.

## География
Базардюзю является последним на востоке Главного Кавказа узлом отходящих от него хребтов, после которого уже наблюдается постепенное понижение рельефа. Со склонов Базардюзю начинаются многочисленные реки, в том числе притоки Самура. Район Базардюзю отличается нивально-ледниковым, ледниково-эрозийным и эрозийно-денудационным рельефом. Следы современного оледенения (кары, конечные и боковые марены, троги) наиболее хорошо выражены в северо-западных частях массива. На южных, а также на восточных склонах массива следы оледенения почти полностью уничтожены эрозией. Значительную роль в формировании рельефа Базардюзю играют и процессы физического выветривания, с которыми связано образование на склонах плоских впадин (нивальных ниш) различной величины, глыбовых россыпей, состоящих из обломков сланцевых песчаников. На склонах массива развито долинное расчленение. Долины характеризуются значительной глубиной (до 1500 м и более) и имеют преимущественно U-образную форму. Исключение составляют троговые долины протяжённостью до 8-9 км. Склоны их возвышаются на 400—500 м над днищем долин. Ровное и сглаженное дно этих долин имеет местами ширину до 200 и более метров. В настоящее время оледенение Базардюзю представлено ледниками и небольшой фирновой шапкой, площадь которых составляет 3,6 км².
На северном склоне вершины Базардюзю имеются два ледника — Муркар и Тихицар, от которых отходят пять небольших висячих языков лопастевидной формы. Наиболее доступным из них является ледник Тихицир, длина которого составляет около 0,9 км при [39] ширине 150—200 м (Будагов Б. А., Кисин И. М. О современном оледенение Базардюзю. Докл. Ан АЗССР, № 1, 1960.). Уклон ледника резко колеблется, составляя в общем около 250 м. Язык ледника протягивается на север. Огромный уклон ледника обусловил большую скорость его движения, составляющую от 4,4 до 9,3 см в сутки.
Ледник Муркар имеет северо-восточное направление, занимает циркообразную расщелину на склоне Базардюзю. Цирк его имеет форму чаши с почти отвесными склонами, шириной дна около 700—800 м. На склонах цирка имеются ложбины, покрытые фирном. Общая длина ледника 1440 м, при ширине 300—450 м. Язык ледника заканчивается над уступом, высотой до 70 м, при ширине около 130 м. Ледники заметно сократились за последнее столетие. Если площадь их в 1897 году составляла 13,8 км², а в 1911 году — 6,67 км², то в настоящее время она составляет около 3.8 км². На склонах массива расположены необыкновенно красивые альпийские и субальпийские луга, являющиеся прекрасными летними пастбищами, где с апреля по сентябрь пасутся многотысячные стада овец и коз местных колхозов и совхозов.
Богат и своеобразен животный мир массива Базардюзю. Здесь пока ещё сохранились значительные стада дагестанского тура, серны и косули. На труднодоступных скалах, чуть ли не у самых ледников, встречаются горные индейки или улары.

## Этимология
В переводе с азербайджанского Базардюзю означает «рыночная площадь», точнее как конкретный ориентир — «поворот к рынку, базару». Дело в том, что в древности и средневековье в долине Шахнабад, находящейся восточнее этой вершины, проходили ежегодные большие многонациональные ярмарки. На них собирались торговцы и покупатели не только ближайших народов Восточного Кавказа — хыналыгцы, крызы, будухцы, лезгины, рутульцы, цахуры, аварцы, лакцы, даргинцы, кумыки, ногайцы, азербайджанцы. Приезжали также грузины, армяне, арабы, евреи, персы. Гора Базардюзю главенствовала над соседними вершинами и была приметна издали. Когда перед караванщиками вставала её ледовая стена, они знали, что следует повернуть влево, и тут уж недалеко, за нетрудным травянистым перевалом рыночная площадь.
Местные лезгины называют гору «КичӀен сув», что означает «гора страха».

## История восхождений
Первым документально зафиксированным покорителем Базардюзю стал русский топограф прапорщик Сергей Тимофеевич Александров. В мае 1849 года он совершил восхождение по северо-восточному гребню с перевала Куруш и установил на горе триангуляционную вышку. В августе 1952 года ночное восхождение на Базардюзю совершил Г. И. Анохин. В сентябре 1952 г. он же впервые в истории поднялся по ледовой стене Базардюзю. В 1993 году Э. М. Рагимов поднялся по Южному гребню, а Я. А. Асадов — из юго-западного цирка.